# Flaga Zakaukaskiej FSRR
Flaga Zakaukaskiej Federacyjnej Socjalistycznej Republiki Radzieckiej w opisanej wersji zobowiązywała w latach 1922–1936, tj. przez cały okres istnienia tego autonomicznego państwa związkowego.
Dominującym kolorem flagi była czerwień – barwa flagi ZSRR. Kolor ten od czasów Komuny Paryskiej był symbolem ruchu komunistycznego i robotniczego, jako nawiązanie do przelanej przez robotników krwi.
Flaga w lewym górnym rogu zawierała wizerunek złotego sierpa i młota umieszczonych na tle dużej czerwonej pięcioramiennej gwiazdy w złotym obramowaniu. Sierp i młot symbolizowały sojusz robotniczo-chłopski, a czerwona gwiazda – przyszłe, spodziewane zwycięstwo komunizmu we wszystkich pięciu częściach świata. Dokoła tych symboli znajdował się półkolisty napis cyrylicą, koloru złotego, zawierają
cy skróconą nazwę państwa w języku rosyjskim – ЗСФСР (czyt. ZSFSR) – od: Закавказская Советская Федеративная Социалистическая Республика – Zakaukaska Federacyjna Socjalistyczna Republika Radziecka.